# Malsta kyrka
Malsta kyrka är en kyrkobyggnad i Malsta socken och tillhör Norrtälje-Malsta församling i Uppsala stift. Kyrkan ligger på en bergsluttning mot Malstasjöns norra strand. På backkrönet norr om kyrkan står en åttakantig klockstapel i trä. Dess tjärade beklädnad tillkom 1831 och döljer en ursprunglig öppen konstruktion. Stapeln har en spånklädd karnissvängd huv. Storklockan är medeltida och möjligen från kyrkans äldsta tid. Den rikt ornerade lillklockan är gjuten 1878. Strax väster om kyrkan ligger Brehmerska skolan. Invid kyrkan, på andra sidan vägen, ligger ett sockenmagasin.

## Kyrkobyggnaden
Kyrkobyggnaden består av ett rektangulärt långhus med ett rakt avslutat kor i öster. Norr om koret finns en vidbyggd sakristia och vid långhusets sydvästra sida finns ett vidbyggt vapenhus. Kyrkorummet nås från vapenhuset via en ursprunglig sydportal. De putsade murarna är uppförda av gråsten, medan vapenhusets gavelröste samt omfattningar är byggda av tegel. Murarna genombryts av svagt stickbågiga fönster. Fönstret i östra korväggen omfattas av en spetsbågig nisch, bevarad från de två små kopplade fönster som ursprungligen funnits där. På sydväggen, strax öster om vapenhuset, finns nischen av ett ursprungligt rundbågigt fönster. Alla byggnadsdelar täcks av sadeltak som är klädda med spån.

### Tillkomst och medeltida ombyggnader
Kyrkan uppfördes troligen vid slutet av 1200-talet eller omkring 1300 och har sedan begynnelsen varit en salkyrka. Mycket tyder på att sakristian är äldre och hörde till en tidigare träkyrka. Sakristians innertak har ett ursprungligt tunnvalv bestående av stenflis i gjutmassa. Vid 1400-talets andra hälft ersattes långhusets ursprungliga treklövervalv av trä med två tegelvalv. I kyrkans vind kan man finna spår av treklövervalvet. Ungefär samtidigt som tegelvalven tillkom byggdes vapenhuset i söder av gråsten. Dess gavelröste av tegel försågs med blinderingar som numera är överputsade. Vapenhusets innertak försågs med kryssvalv av tegel.

### Senare ombyggnader
Utvändigt har kyrkan varit tämligen orörd sedan medeltiden.
Kyrkorummet präglas till viss del av predikstolen, läktaren och bänkinredningen som tillkom på 1730-talet och 1740-talet.
En genomgripande restaurering genomfördes 1937 under ledning av arkitekt Ärland Noréen med hjälp av konservator Alfred Nilsson. Ett fönster i västra kortsidan sattes då igen och södra portalen rekonstruerades. Bänkarna breddades, det höga och smala altaret sänktes, konsekrationskorsen knackades fram och hela inredningen konserverades. En restaurering utfördes 1967 under ledning av konservator Sven Carlsson, då väggar och valv rengjordes och kalkades. Samtidigt blev konsekrationskorsen utsparade och retuscherade.
En liten renovering genomfördes 1981 under ledning av arkitekt Jerk Alton. Sakristians tak och väggar målades med KC-färg och befintlig skåpinredning i sakristian omdisponerades.

## Kyrkorummets målningar
Målningarna i kyrkan är få och utgörs av 20 stycken konsekrationskors som är målade i olika omgångar. Vid ursprungliga invigningen målades tolv kors runt kyrkorummet. Korsen målades på de ställen där biskopen stänkte olja. Även efter större ombyggnader målades kyrkorummet med tolv konsekrationskors. Fem olika sorters kors finns målade och på vissa ställen är de målade ovanpå varandra. Konsekrationskorsen är svåra att datera, men deras placering i olika putslager samt jämförelser med andra kyrkors konsekrationskors kan ge viss anvisning om korsens olika åldrar. På västra väggen skär ett rött kors över ett svart kors av enkel typ. Svarta korsen, som är synliga på västra travéns södra, västra och norra väggar, är de äldsta och möjligen samtida med kyrkan. Röda korsen finns på ett ovanliggande putslager och har en gotisk karaktär med utsvängda korsarmar. Vissa av de röda korsen har cirklar mellan korsarmarna. Röda korsen måste ha tillkommit före tegelvalven eftersom två av dessa är överskurna av valvpelare på korets södra vägg. Ett rikt utformat invigningskors i rött och blått på korets norra vägg tillkom troligen när kyrkan återinvigdes efter valvslagningen.
En blå draperimålning finns på väggen bakom predikstolen. På draperimålningen finns målat gula bårder och tofsar.

## Inventarier
- Dopfunten av brunaktig sandsten är daterad till 1200-talets andra hälft. Cuppa, skaft och fot är alla huggna i fyrpassform. Tillhörande dopfat av mässing skänktes till kyrkan 1937. Tidigare användes en dopskål av tenn från omkring 1700.
- Altartavlan, predikstolen, läktaren och troligen även bänkinredningen är skänkta av landshövding Johan von Brehmer. Åren 1731–1751 var han ägare av Degarö säteri. Altartavlan är en oljemålning föreställande Nattvarden. Tavlan är en spegelvänd kopia av Rubens nattvardstavla.
- En ljuskrona av malm hänger under läktaren. Ljuskronans äldsta delar är från 1600-talet. En större malmkrona är enligt inskrift tillverkad 1768. En kristallkrona är från början av 1800-talet.
- I vapenhuset finns en runsten från senare delen av 1000-talet.

## Orglar
- Äldsta orgeln köptes in 1855.
- 1892 byggde Anders Victor Lundahl, Stockholm, en orgel. Den byggdes om vid restaureringen 1937.
- 1977 byggde Robert Gustavsson Orgelbyggeri, Härnösand, en orgel. Ursprungliga orgelfasaden från 1855 är bevarad.

## Bildgalleri

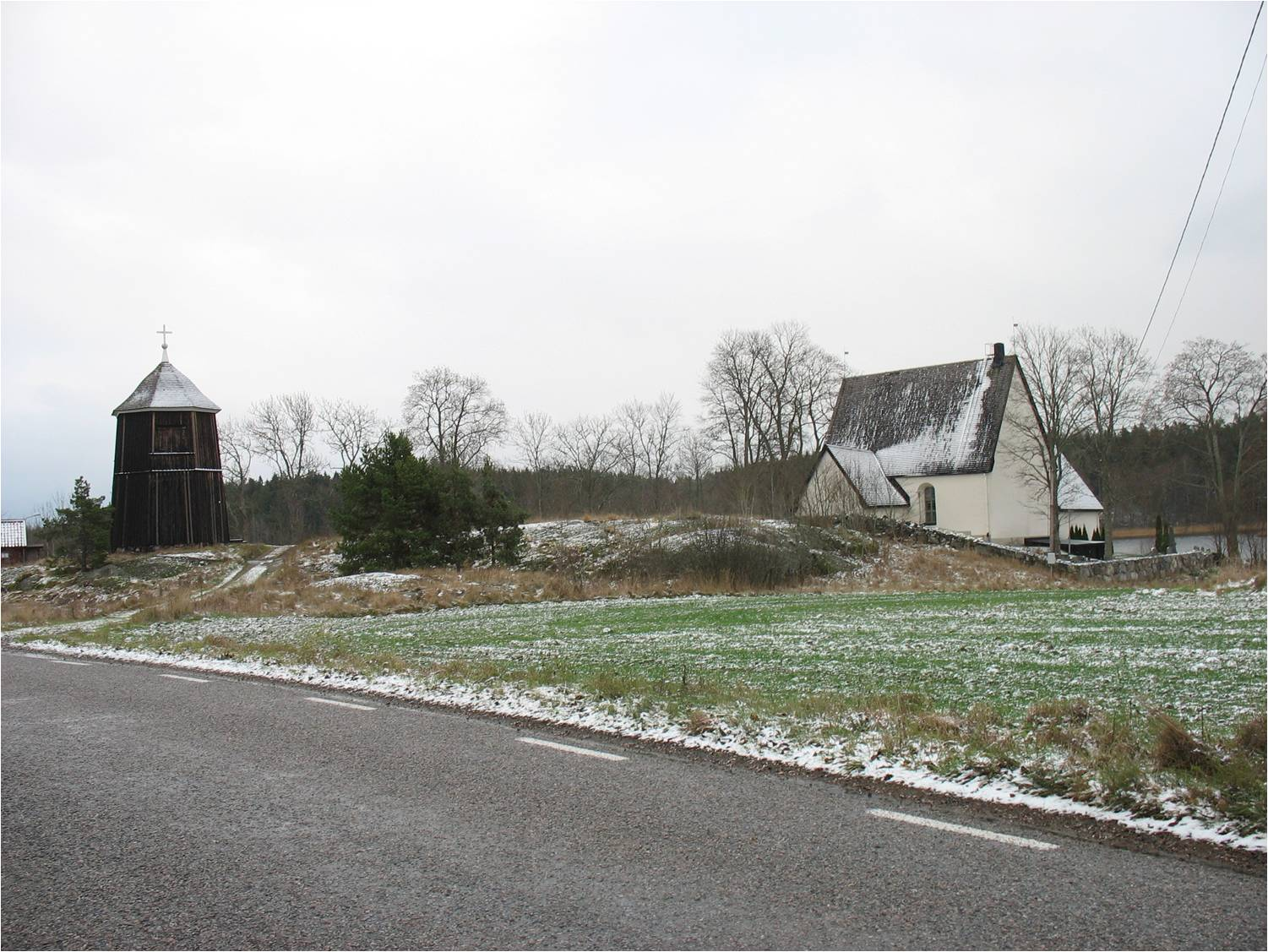
Kyrka med klockstapel
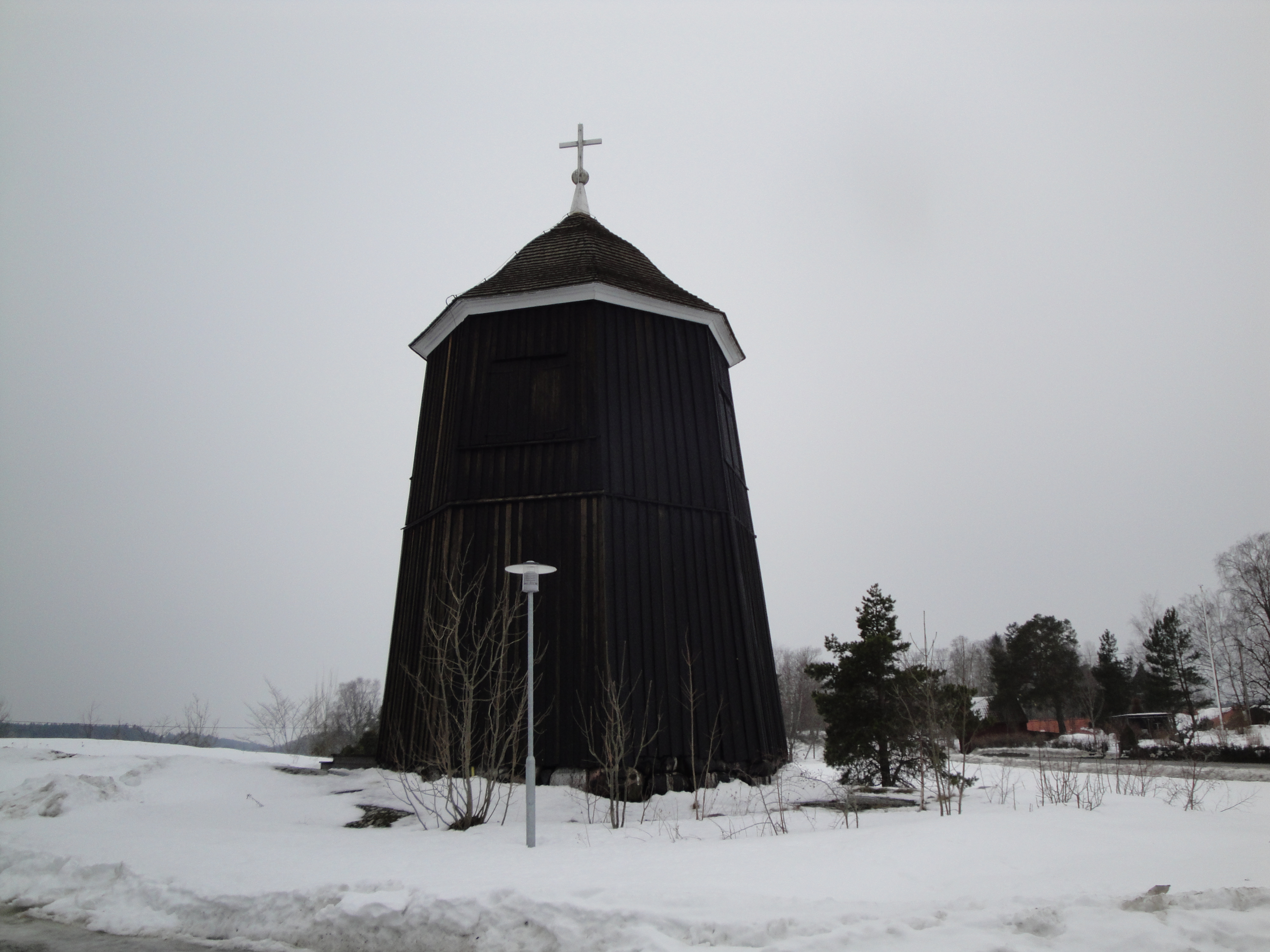
Åttakantig klockstapel
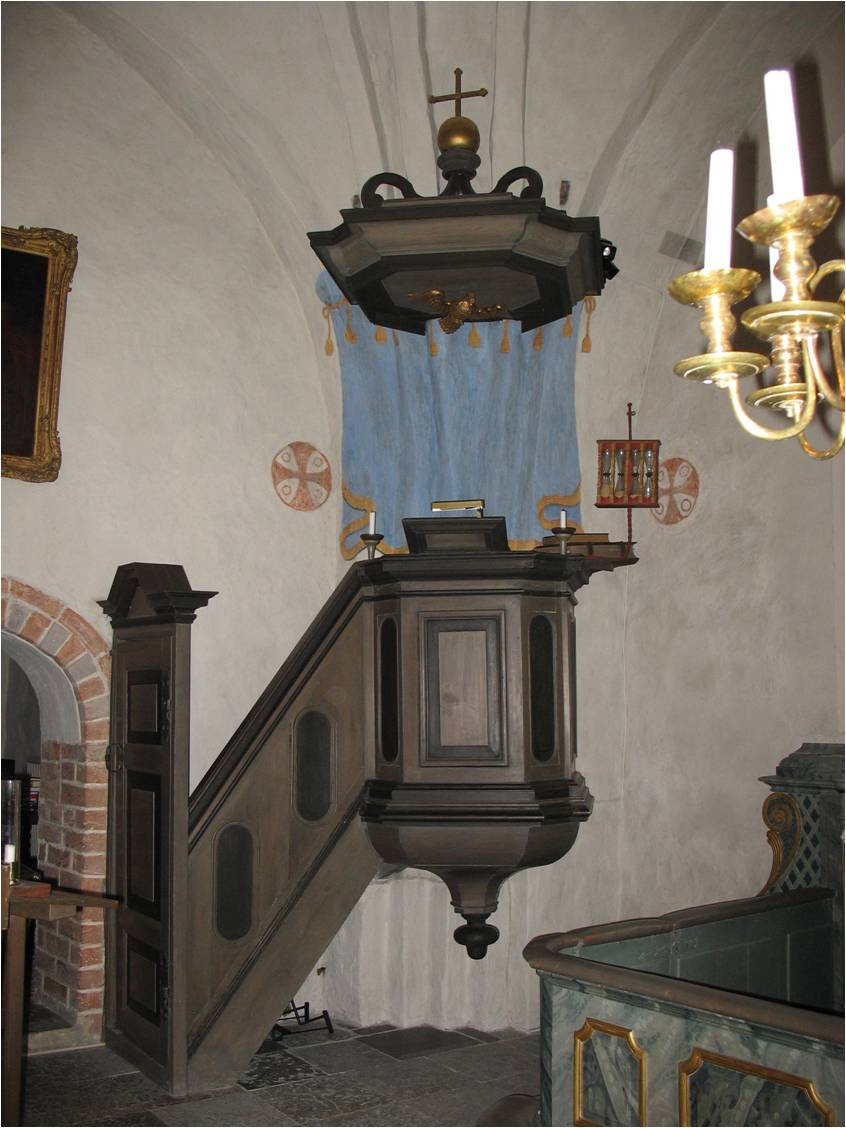
Predikstol
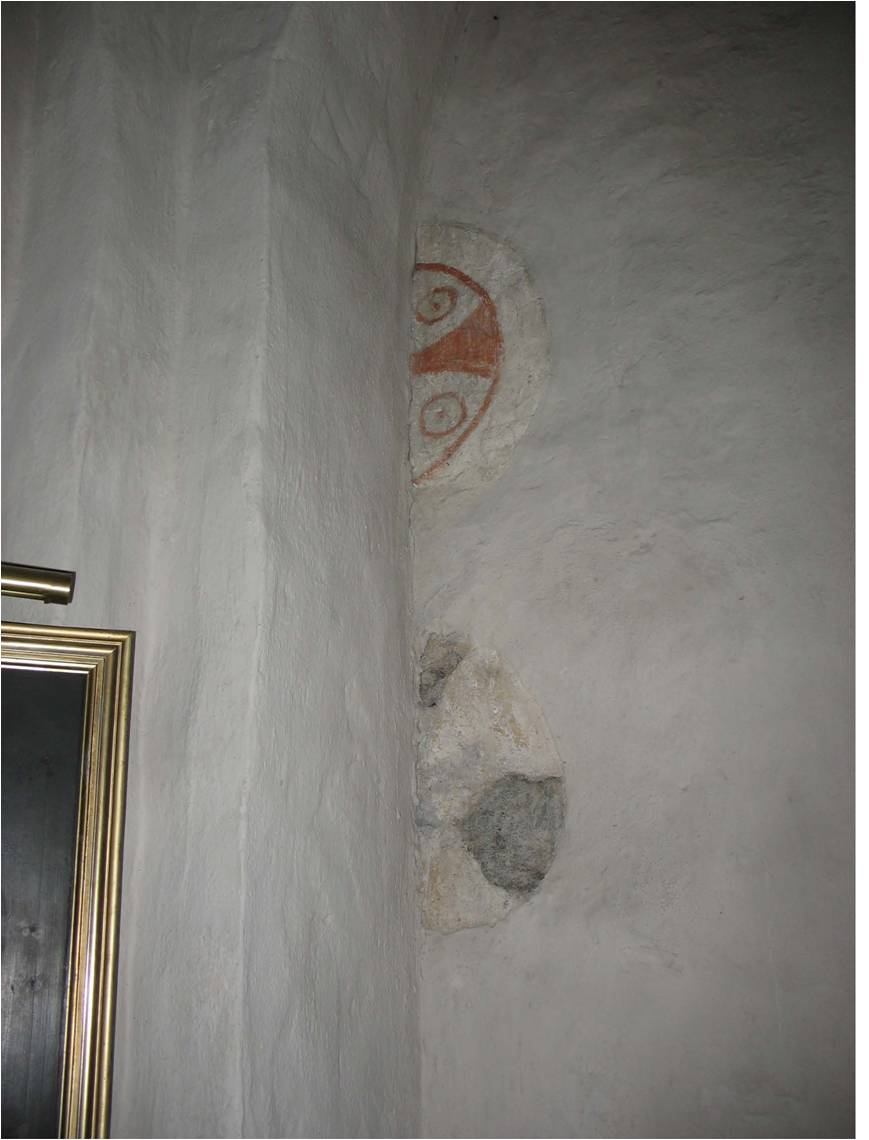
Halvt konsekrationskors

### Webbkällor
- anläggningspresentation
- www.roslagen.se
- Stockholms läns museum
- Mer från Stockholms läns museum